# Campionati del mondo di canottaggio 1985
I Campionati del mondo di canottaggio 1985 si sono tenuti a Malines, nel bacino di Hazewinkel, in Belgio.

## Medagliere
| Pos.   | Paese            | Oro | Argento | Bronzo | Totale |
| ------ | ---------------- | --- | ------- | ------ | ------ |
| 1      | Germania Est     | 5   | 2       | 4      | 11     |
| 2      | Unione Sovietica | 4   | 3       | 0      | 7      |
| 3      | Italia           | 3   | 4       | 0      | 7      |
| 4      | Germania Ovest   | 3   | 1       | 2      | 6      |
| 5      | Romania          | 1   | 5       | 2      | 8      |
| 6      | Regno Unito      | 1   | 1       | 0      | 2      |
| 7      | Australia        | 1   | 0       | 1      | 2      |
| 7      | Canada           | 1   | 0       | 1      | 2      |
| 7      | Francia          | 1   | 0       | 1      | 2      |
| 10     | Finlandia        | 1   | 0       | 0      | 1      |
| 11     | Stati Uniti      | 0   | 4       | 5      | 9      |
| 12     | Austria          | 0   | 1       | 0      | 1      |
| 13     | Spagna           | 0   | 0       | 2      | 2      |
| 14     | Bulgaria         | 0   | 0       | 1      | 1      |
| 14     | Cecoslovacchia   | 0   | 0       | 1      | 1      |
| 14     | Svizzera         | 0   | 0       | 1      | 1      |
| Totale | Totale           | 21  | 21      | 21     | 63     |

## Risultati
Uomini
| Gara                            | Oro | Argento | Bronzo |
| Singolo M1x                     | Pertti Karppinen | Andrew Sudduth | Peter-Michael Kolbe |
| Singolo pesi leggeri LM1x       | Ruggero Verroca | Raimund Haberl | Paul Fuchs |
| Due di coppia M2x               | Germania Est Thomas Lange Uwe Heppner | Unione Sovietica Nikolái Zhuprina Yuri Selikovich | Svizzera Jürg Weitnauer Urs Steinemann |
| Due senza M2-                   | Unione Sovietica Nikolai Pimenov Juri Pimenow | Regno Unito David Clift Martin Cross | Spagna Fernando Climent Luis María Lasúrtegui |
| Due con M2+                     | Italia Carmine Abbagnale Giuseppe Abbagnale Giuseppe Di Capua (tim.) | Romania Dimitrie Popescu Vasile Tomoiagă Dumitru Răducanu (tim.)                                                                                                   | Germania Est Uwe Gasch Thomas Keßler Olaf Gerschau (tim.) |
| Due di coppia pesi leggeri LM2x | Francia Luc Crispon Thierry Renault | Italia Brigitte Helmers Alrun Urbach | Germania Ovest Hartmut Schäfer Roland Ehrenfels |
| Quattro di coppia M4x           | Canada Doug Hamilton Robert Mills Paul Douma Mel Laforma | Germania Est Karl-Heinz Bußert Uwe Sägling Rüdiger Reiche Jens Köppen                                                                                              | Cecoslovacchia Jan Vochoska Zdeněk Bureš Miloš Zářecký Jaroslav Švrček |
| Quattro senza M4-               | Germania Ovest Norbert Keßlau Volker Grabow Guido Grabow Jörg Puttlitz                                                                                                  | Unione Sovietica Jonas Narmontas Sergéi Smirnov Viktor Pereverzev Gennadi Kriuchkin                                                                                | Germania Est Olaf Förster Thomas Bänsch Thomas Greiner Hans Sennewald |
| Quattro con M4+                 | Unione Sovietica Sigitas Kuchinskas Ivan Vysotski Vladimir Romanizhin Igor Zotov Mijaíl Sasov (t)                                                                       | Italia Mario Lafranconi Giovanni Suarez Gino Iseppi Giuseppe Carando Siro Meli (t)                                                                                 | Germania Est Karsten Schmeling Bernd Niesecke Bernd Eichwurzel Dietmar Schiller Hendrik Reiher |
| Quattro senza pesi leggeri LM4- | Germania Ovest Alwin Otten Frank Rogall Thomas Jaekel Wolfgang Birkner                                                                                                  | Italia Dario Longhin Mauro Torta Nerio Gainotti Franco Pantano | Stati Uniti Fred Michini Mike Morrison Charles Cobbs Ed Gribbin |
| Otto M8+                        | Unione Sovietica Mykola Komarov Viktor Diduk Jonas Pinskus Veniamin But Viktor Omelyanovich Pavlo Hurkovskiy Aleksander Voloshin Andrey Vasilyev Hryhoriy Dmytrenko (t) | Italia Agostino Abbagnale Sergio Caropreso Antonio Maurogiovanni Alfredo Bollati Giovanni Miccoli Maurizio Donna Annibale Venier Pasquale Marigliano Siro Meli (c) | Stati Uniti John Strotbeck Thomas Kiefer Jonathan Smith Kurt Bausback Chris Penny Kevin Still Chris Huntington Michael Teti Mark Zembsch (c)                                                                              |
| Otto pesi leggeri LM8+          | Italia Maurizio Losi Michele Savoia Vittorio Torcellan Massimo Lana Stefano Spremberg Paolo Marostica Andrea Re Fabrizio Ravasi Massimo Di Deco (t)                     | Stati Uniti Mark Hanley Seymour Danberg Neil Olsen Michael Scott John Younger Peter Kermond Charles Butt Stephen Schmitt Jon Fish (t)                              | Spagna Jose Manuel Canete Lopez Jose Crespo Hidalgo Carlos Muniesa Ferrero Jacinto Accensi Abella Victor Llorente Rodriguez Fernando Molina Castillo Eulogio Genova Emezabel Benito Elizalde Etxezarreta Ibon Alcorta (t) |

Donne
| Gara                            | Oro | Argento | Bronzo |
| Singolo M1x                     | Cornelia Linse | Valeria Răcilă | Anne Marden |
| Singolo pesi leggeri LM1x       | Adair Ferguson | Maria Macoviciuc | Anne Martin |
| Due di coppia M2x               | Germania Est Sylvia Schwabe Martina Schröter | Romania Marioara Popescu Elisabeta Oleniuc | Bulgaria Magdalena Georgieva Violeta Ninova |
| Due senza M2-                   | Romania Rodica Arba Elena Florea | Stati Uniti Sherri Cassuto Susan Broome | Germania Est Kersten Toussaint Ramoha Hein |
| Due di coppia pesi leggeri LM2x | Regno Unito Lin Clark Beryl Crockford | Germania Ovest Brigitte Helmers Alrun Urbach | Francia Desirée Decriem Isabelle Lignan |
| Quattro di coppia M4x           | Germania Est Kristina Mundt Jutta Hampe Birgit Peter Ramona Balthasar                                                                                                 | Unione Sovietica Karl-Heinz Bußert Uwe Sägling Rüdiger Reiche Jens Köppen                                                                                            | Romania Doina Bălan Veronica Cogeanu Anişoara Sorohan Titie Ţăran                                                                                      |
| Quattro con M4+                 | Germania Est Kerstin Spittler Jutta Abromeit Carola Lichey Steffi Götzelt Daniela Neunast (t)                                                                         | Romania Florica Lavric Maria Fricioiu Chira Apostol Olga Homeghi Viorica Ioja (t)                                                                                    | Canada Lisa Robertson Barbara Armbrust Christine Clarke Patricia Smith Lesley Thompson                                                                 |
| Quattro senza pesi leggeri LM4- | Germania Ovest Claudia Engels Monica Wolf Sonja Petri Evelyn Herwegh                                                                                                  | Stati Uniti Sandy Kendall Jennifer Marron Marise Widmer Charlotte Hollings                                                                                           | Australia Denise Rennex Karin Riedel Amanda Cross Gayle Toogood                                                                                        |
| Otto M8+                        | Unione Sovietica Olena Pukhaieva Sariya Zakyrova Elena Tereshina Marina Suprun Marina Znak Irina Teterina Nataliya Yatsenko Lidiya Averyanova Valentina Khokhlova (c) | Germania Est Susann Heinicke Gerlinde Doberschütz-Mey Beatrix Lehman Martina Walther Kathrin Thurm Ute Stange Kathrin Dienstbier Carola Hornig Sylke Kretzschmar (c) | Romania Doina Bălan Marioara Trașcă Livia Țicanu Mihaela Armășescu Adriana Chelariu Carolina Matei Camelia Diaconescu Lucia Sauca Ecaterina Oancia (c) |